# Torre de agua de Chisináu
Las Torre de agua de Chisináu (en rumano: Castelul de apă din Chișinău) es un monumento arquitectónico de Chisináu, Moldavia, situada en la calle 2 Mitropolit Banulescu-Bodoni y construida a finales del siglo XIX con el proyecto de Alexander Bernadazzi. Era una parte principal del sistema de agua de Chisináu. El nivel superior fue construido de madera y fue destruido por un terremoto. Fue reconstruida entre 1980 y 1983. La altura de la torre es de 22 m. Las paredes están construidas de roca local, con algunas filas de ladrillo. Su anchura varía desde 60 cm en el nivel superior a 2 m en la parte inferior. En el interior hay una escalera de caracol. Cuando se renovó la torre, se instaló un ascensor. Por un corto tiempo, el Museo de Historia de Chisináu tenía su sede en este edificio.